# Eugenio Coseriu
Eugen Coșeriu [euˈdʒen koˈʃerʲu], hispanizado como Eugenio Coseriu, (Mihaileni, Reino de Rumanía, actual Moldavia, 27 de julio de 1921 - Tubinga, Alemania, 7 de septiembre de 2002) fue un lingüista especializado en filología románica. Es una de las máximas figuras de la lingüística del siglo XX.

## Biografía
Tras iniciar sus estudios en Iasi, se trasladó a Italia en 1940, donde se doctoró en filosofía y en filología, pasando por Roma, Padua y Milán.
En 1951 se estableció en Montevideo como profesor de lingüística de la Universidad de la República hasta 1958. Allí desplegó una gran actividad intelectual y dejó profunda huella. En gratitud con Uruguay, país que le permitió volver a tener una ciudadanía, condición que había perdido al abandonar la Rumania comunista,[cita requerida] mantendría el pasaporte emitido por las autoridades uruguayas hasta el fin de sus días. Publicó en este periodo en castellano algunas de sus más importantes obras, como Sincronía, diacronía e historia (1958), uno de los clásicos de la lingüística contemporánea y Teoría del lenguaje y lingüística general (1962), conjunto de artículos entre los que destaca «Sistema, norma y habla» por los matices que introduce a la dicotomía saussuriana de lengua-habla y «Determinación y entorno», donde se encuentra en germen su lingüística textual (1956).

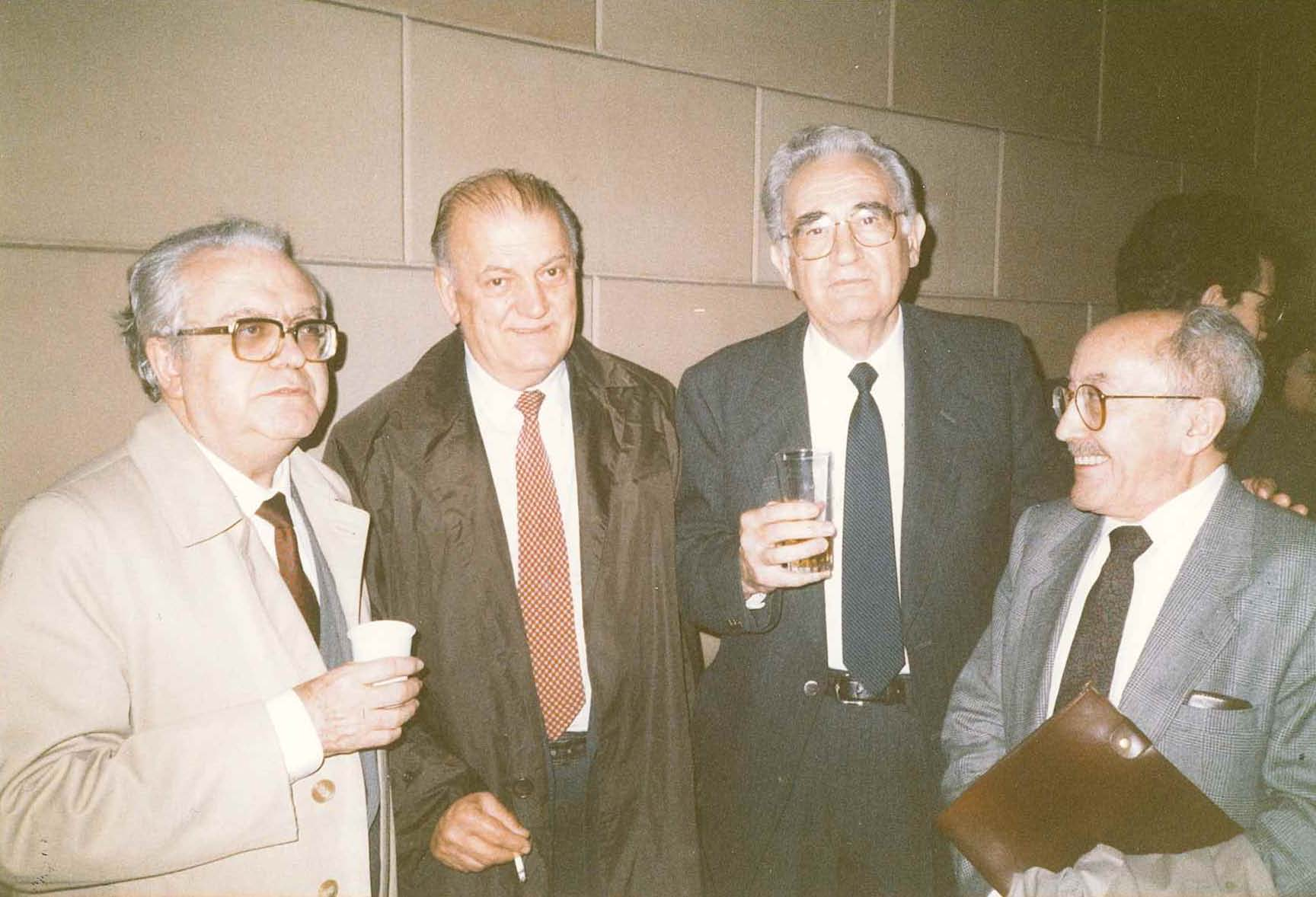
De izquierda a derecha, los filólogos Gregorio Salvador, Eugenio Coseriu, Francisco Marsá y Emilio Alarcos en la Universidad de Barcelona, marzo de 1989.

En 1963 obtuvo la cátedra de lingüística románica de la Universidad de Tubinga, donde fue nombrado profesor emérito en 1991. En 1981, coincidiendo con su sexagésimo aniversario, se publicaron los cinco volúmenes de homenaje titulados Logos semantikos: studia linguistica in honorem Eugenio Coseriu: 1921-1981, coordinados por Horst Geckeler y otros destacados lingüistas y publicados por la Editorial Gredos de Madrid, editorial que desempeñó un papel fundamental en la difusión de la obra de Coseriu en español.
Además de unos 40 doctorados honoris causa en universidades del todo el mundo, en 2001 recibió la Gran Cruz de Alfonso X el Sabio. Fue también presidente entre 1980 y 1983 de la Sociedad de Lingüística Románica. Miembro honorario de la Academia Rumana.

## Lecciones de Lingüística General
En esta obra, el autor define al lenguaje como una actividad humana universal ya que se realiza de forma individual, según técnicas históricamente determinadas (lenguas).
Establece, a la vez, tres niveles del lenguaje, autónomos hasta cierto punto, y otros tres puntos de vista del mismo. Estos niveles son el universal, el histórico y el individual. Los puntos de vista, por su parte, hacen referencia al lenguaje como saber, actividad y como producto.
Coseriu describe los niveles de funcionalidad o contenido lingüístico en cada uno de los niveles y define tres ramas de la gramática, también correspondientes a  un nivel determinado.
Coseriu revisó la dicotomía saussuriana lengua-habla, añadiendo al eje la norma: Habla / Norma / Lengua.
- Habla: una persona que dice he comprado una moto, esta comunicación pertenece al habla naturalmente, puesto que lo ha dicho, pero también pertenece a la norma, pues es la manera usual de decirlo.
- Norma: si un hablante dice he comprado una amoto, se tratará de un hecho de habla, mas la forma amoto quedará fuera de la norma lingüística ya que no es una realización común o "normal".
- Sistema: El sistema únicamente incluye las características indispensables, lo funcional, las leyes abstractas que rigen las relaciones de sus unidades y que originan el funcionamiento de ese sistema. Según el ejemplo del juego de ajedrez que aporta Saussure, las leyes que rigen el juego pertenecen al sistema y cada jugada corresponde a un hecho actualizado de esas leyes del sistema.

Parte de los estudios de Saussure, pero expresa la necesidad de que la lengua y el habla no están tan separados. El habla no es tan individual y existe un paso intermedio entre el habla y la lengua: la norma.
La norma implica los usos habituales repetidos en un determinado colectivo. Es decir, tomamos rasgos lingüísticos característicos de nuestro entorno. La norma se clasifica en tres tipos y se manifiestan en la pronunciación, el léxico, la morfosintáctica delatando en la situación común en la que nos encontramos:
- Norma diatópica: Criterio de carácter espacial, los usos lingüísticos normales y habituales en un conjunto geográfico determinado. Guarda relación con la dialectología (por ejemplo en Chile se dice «prueba» y en Argentina «probá») y a nivel léxico (en el sur de Chile se dice «pan francés» y al norte se dice «marraqueta»). Se denominan comúnmente dialectos. Se trata de aquellas variedades de una lengua que se localizan en diferentes ámbitos geográficos. Por ejemplo, el español de Puerto Rico.
- Norma diastrática: Criterio de carácter social, usos lingüísticos normales y habituales en un conjunto de rasgos sociales en común, como pueden ser la edad, el nivel económico, el sexo, etc. Guarda relación con la sociolingüística. (A la cerveza se le decía pilsen y ahora chela). A veces se denominan jergas o sociolectos y son diversas variedades de una lengua que se localizan en hablas típicas de diferentes ámbitos sociales, dentro de una misma comunidad lingüística. Por ejemplo, el habla de los soldados.
- Norma diafásica: Criterio de carácter contextual, usos lingüísticos normales y habituales que emplean los hablantes en determinadas situaciones comunicativas. Guarda relación con la pragmática. (Tiene que ver con las clases sociales, las formas de pronunciar o decir las palabras, de los modismos). Se denominan a veces registros y son diversas variedades lingüísticas que se usan en diversas situaciones sociales. Por ejemplo, el habla culta frente a la coloquial.

### Legado
Entre sus alumnos se destacan Adolfo Elizaincín, Ana Agud y Vicente Cicalese.
El Archivo Eugenio Coseriu, sito en la Universidad de Tubinga, alberga sus cartas, libros y documentos originales (muchos inéditos) y es actualmente gestionado por el catedrático de Romanística de la Universidad de Tubinga Johannes Kabatek, su discípulo, y Óscar Loureda, catedrático de la Universidad de Heidelberg.
Con ocasión del centenario de su nacimiento (julio de 2021), se han celebrado algunos congresos y publicado algunas semblanzas que valoran la riqueza y permanencia de su aportación a la lingüística y a la teoría y filosofía del lenguaje.[cita requerida]

## Obras
- El llamado “latín  vulgar” y las primeras diferenciaciones romances. Breve introducción a la lingüística románica (Montevideo, Universidad de la República. Facultad de Humanidades y Ciencias. Instituto de Filología Románica. Departamento de Lingüística, 1954) (resumen en tres partes).
- Sincronía, diacronía e historia (Madrid, Gredos, 1958).
- Teoría del lenguaje y lingüística general (Madrid, Gredos, 1962).
- Tradición y novedad en la ciencia del lenguaje, (Madrid, Gredos, 1977).
- Principios de semántica estructural (Madrid, Gredos, 1977).
- El hombre y su lenguaje: estudios de teoría y metodología lingüística (Madrid, Gredos, 1985).
- Gramática, semántica, universales, (Madrid, Gredos, 1978).
- Lecciones de lingüística general (Madrid, Gredos, 1981).
- Introducción a la lingüística (Madrid, Gredos, 1986).
- Competencia lingüística (Madrid, Gredos, 1992).
- «La semántica estructural en España», Analecta Malacitana, XXI/2, págs. 455-482 (resumen).
- Lenguaje y discurso (Eunsa, 2006. Póstumo: colección de teorías del lingüista sacadas de sus manuscritos).
- La lingüística del texto. Introducción a una hermenéutica del sentido, Edición, Anotación y Estudio previo de Óscar Loureda Lamas (Madrid, Arco/Libros, 2007).